# Пытки заключённых в исправительной колонии № 1 Ярославской области
Пы́тки заключённых в исправи́тельной коло́нии № 1 Яросла́вской о́бласти, совершавшиеся сотрудниками колоний, — один из наиболее резонансных случаев пыток в российских исправительных учреждениях. Известно, что пытки в пенитенциарных учреждениях Ярославской области происходили на регулярной основе на протяжении нескольких лет. Широкую огласку получили пытки заключённых: Руслана Вахапова, Ивана Непомнящих и Евгения Макарова в ФКУ ИК-1 УФСИН России по Ярославской области. Это стало возможным после того, как «Новая газета» опубликовала видеозапись пыток Евгения Макарова. Видеозапись передали журналистам правозащитники из фонда «Общественный вердикт». Сотрудники ФСИН сняли видео для начальства. Видеозапись привела к аресту сотрудников колонии. На неё отреагировали Комитет ООН против пыток и другие международные правозащитные организации. Гражданское общество потребовало провести честное расследование.

## Предыстория

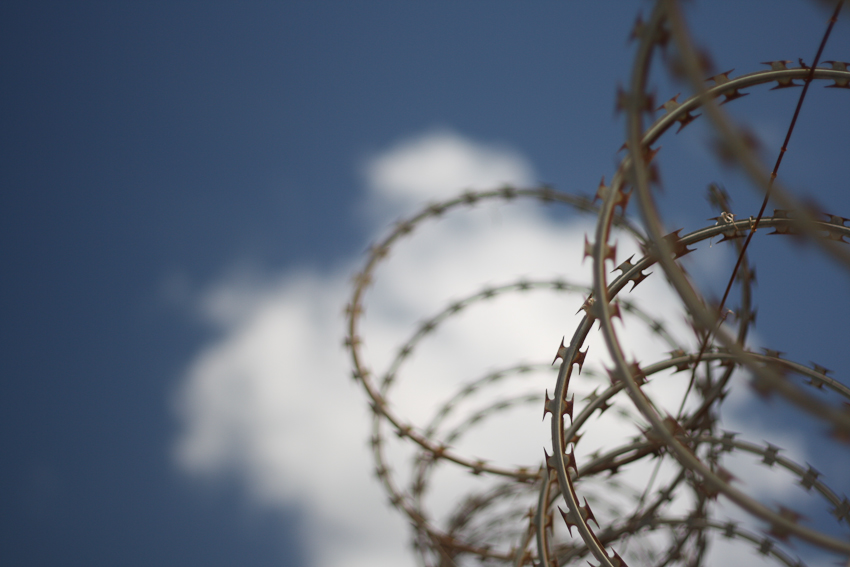
Колючая проволока — неотъемлемая часть исправительных колоний

В июле 2013 года в «Общественный вердикт» обратилась жительница села Григорьевское Ярославской области Марина Илларионова. Она рассказала, что в марте 2013 сотрудники ИК-1 Ярославля избили её сына Василия Илларионова. В результате чего у мужчины произошёл разрыв селезёнки. Илларионов был госпитализирован, врачи удалили ему селезёнку. 6 мая 2013 года по данному факту Следственный отдел по Заволжскому району СУ СК РФ по Ярославской области возбудил уголовное дело № 13620021 по признакам превышения должностных полномочий с применением насилия, причинившим тяжкий вред здоровью (п. «а» ч. 3 ст. 286 УК РФ). Сам Илларионов был отправлен в СИЗО-1 города Ярославля, где и находился после операции. 20 сентября 2013 года сотруднику ИК-1 Владимиру Белотелову было предъявлено обвинение. 17 октября уголовное дело было возвращено прокуратурой на доследование.
На заседании Заволжского районного суда Ярославля представители Илларионова — адвокат Сергей Каменщиков и общественный защитник Надежда Бойко (мать Руслана Вахапова) — заявили суду о нападении. За неделю до заседания из травматического оружия неизвестные обстреляли окна дома одного из свидетелей обвинения. Бойко также утверждала, что ей угрожал человек, представившийся сотрудником колонии. Он пообещал, что если Бойко не прекратит защиту Илларионова, то у её сына, Руслана Вахапова, находящегося в той же колонии, возникнут проблемы. В связи с систематическим нарушением прав заключённых Вахапов несколько раз объявлял голодовку. В марте 2013 Белотелов был признан виновным в превышении должностных полномочий с применением насилия (ч. 3 ст. 286 УК РФ) и приговорён к 3,5 годам лишения свободы в колонии общего режима.

#### 2016 год
В апреле в ФКУ СИЗО-1 Ярославля был избит дубинками осуждённый Виктор Харламов. Он не получал медицинской помощи три дня. Из-за полученных травм пришлось удалить селезёнку. В феврале 2017 года заведено уголовное дело.
1 октября объявили голодовку 35 заключённых В ИК-2 города Рыбинска, находящиеся в штрафном изоляторе и на строгих условиях содержания. Заключённые были недовольны произволом со стороны администрации и условиями содержания: холод, сырость, туберкулёз, голод. Также они жаловались на «тюремный беспредел», избиения и поборы с родственников осуждённых. В ходе проверки прокуратура Ярославской области не нашла нарушений в рыбинской колонии. К 10 октября ИК-2 работала в обычном режиме.

#### 2017 год
В феврале в ИК № 1 был избит осуждённый Важа Бочоришвили. По словам его брата Ираклия, «его два часа избивали люди в масках, потом бросили в ШИЗО». Больного гепатитом Бочоришвили перевели в санчасть и только через месяц отправили в больницу Рыбинска, где врачи диагностировали, что у Важи отказала печень. 17 мая он умер.
Также в ИК № 1 был избит Давид Арутюнян. Как следует из заявления его матери, сотрудники спецназа, сковав его наручниками, били резиновыми дубинками по голове. Судя по травмам, дубинки были с металлическим стержнем. Потом его заталкивали под лавку, били по ногам и ниже пояса. Автор заявления предполагает, что в тот же день пыткам подверглись и другие содержавшиеся в ШИЗО. В заявлении указано, что Арутюнян большую часть времени находился в штрафном изоляторе, где осуждённых кормят только хлебом и водой.
21 февраля согласно заявлению матери, заключённый А. А. Корнев вскрыл себе вены и нанес резаную рану в области шеи, чтобы избежать побоев со стороны спецназа ФСИН. Мать Корнева сообщила, что заключённые протестовали против того, что в ШИЗО им дают еду в посуде, которую они не могут использовать из-за негласной внутритюремной иерархии (посуда, из которой ели или которую держали в руках заключённые, испытавшие сексуальное насилие, называется «пробитой» или «гашёной»). В итоге заключённые «добровольно» отказываются от пищи и живут на хлебе и воде. Неиспользованные продукты идут на прокорм 80 свиней, которые содержатся на ферме при ИК.

## Хронология
УФСИН России по Ярославской области сообщает
В связи с появившимися в СМИ сведениями о якобы избиении осуждённого Ивана Непомнящих, сообщаем, что данная информация не соответствует действительности.
В исправительных учреждениях УФСИН России по Ярославской области в целях поддержания надлежащего правопорядка и изъятия у осуждённых запрещённых предметов, в строгом соответствии с нормативно-правовыми документами, регламентирующими деятельность УИС, проводились плановые режимные мероприятия, в том числе обысковые.
Непомнящих И.А. осмотрен работником медицинской части учреждения, телесных повреждений не выявлено.
21 апреля 2017 года Иван Непомнящих, Руслан Вахапов и Евгений Макаров были избиты сотрудниками ФСИН в ИК № 1 в Ярославской области. У Ивана Непомнящих были обнаружены множественные гематомы и синяки. У Макарова зафиксированы сильные побои. Из-за произошедшего он предпринял попытку самоубийства, порезав себе руки. Потерпевших поместили в ШИЗО, не оказав помощи. ФСИН по Ярославской области опубликовала сообщение, в котором сказано, что информация об избиении осуждённого по «Болотному делу» Ивана Непомнящих в ИК-1 «не соответствует действительности». ЕСПЧ, после подачи адвокатом Фонда «Общественный вердикт» Ириной Бирюковой заявления о применении экстренных мер защиты в отношении заключённых, присвоил приоритетный статус делу Вахапова, Макарова и Непомнящих по жалобе на избиения в ИК-1.
18 мая 2017 начальник колонии Александр Чирва уволен. Вместо него назначили Дмитрия Николаева.
29 июня 2017 Евгений Макаров был избит в «воспитательной комнате» сотрудниками ИК-1 Ярославской области. В избиении принимали участие 18 человек. Адвоката Фонда «Общественный вердикт» Ирину Бирюкову не пускали в колонию на встречу с Евгением Макаровым, пока к делу не подключился УПЧ России Татьяна Москалькова по экстренному обращению адвоката. В ходе опроса Евгений Макаров рассказал адвокату, что он три дня не мог ходить, были отбиты все ноги, ягодицы. внутренние органы. Применялась пытка утоплением. По данному случаю в колонию выезжал УПЧ в России Татьяна Москалькова в сопровождении представителя ФСИН России. Несмотря на большой общественный резонанс, неоднократные проверки в колонии, следственные органы год отказывали в возбуждении уголовного дела. 
В декабре 2017 Евгений Макаров переведён из ИК-1 в ИК-8. По прибытии его избили. По словам правозащитников, у него были отбиты ноги и ягодицы. Сотрудники колонии угрожали ему расправой и изнасилованием.
В марте 2018 Ярославский областной суд подтвердил решение Заволжского районного суда, который посчитал законным решение Следственного Комитета не возбуждать уголовное дело по факту избиения Ивана Непомнящих, Руслана Вахапова и Евгения Макарова в апреле 2017.
20 июля 2018 «Новая газета» опубликовала видео избиения Макарова в колонии № 1, которое произошло в июне 2017 года. На нём видно, что заключённого, лежащего на животе, бьют по голеням и пяткам резиновыми дубинками. Иногда на его голову льют холодную воду. Затем Макарова ставят на колени и бьют по лицу. Пытки длились минимум 10 минут. В «Общественном вердикте» пообещали отправить видео с заявлением в Европейский суд по правам человека. Следственный Комитет возбудил уголовное дело по статье «Превышение должностных полномочий с применением насилия», ФСИН осудила «поведение подобных сотрудников». Возле ИК № 1 прошли пикеты против пыток.

23 июля 2018 Задержаны 6 сотрудников колонии. 17 отстранены от работы. Стало известно, что Ирина Бирюкова, адвокат Евгения Макарова, уехала из России 21 июля из-за поступавших в её адрес угроз от некоторых сотрудников колонии. СК пообещал проверить информацию о поступлении угроз.

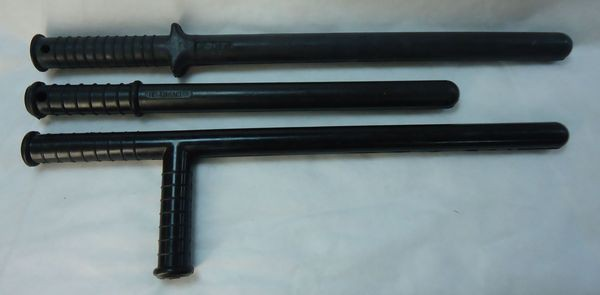
Резиновой дубинкой Евгения Макарова били по голеням и пяткам

26 июля 2018 Евгений Макаров сообщил, что он опасается за свою жизнь после публикации видео. Его содержали в одиночной камере, где было легко инсценировать самоубийство.
27 июля 2018 суд отправил замначальника колонии Ивана Калашникова под домашний арест.
28 июля 2018 заключён под стражу восьмой сотрудник колонии.
30 июля 2018 в колонии № 8 заключённые, в том числе Евгений Макаров, объявили голодовку.
31 июля 2018 против ярославского следователя Радиона Свирского, который отказал в возбуждении уголовного дела по фактам пыток, открыли уголовное дело.
1 августа 2018 юрист «Общественного вердикта» Яков Ионов сообщил, что в колонии № 8, где отбывает наказание Макаров, продолжается давление на заключённого. На этот раз оно не физическое, а психологическое. Его стравливают с другими заключёнными, унижают и провоцируют.
Задержаны ещё 4 подозреваемых в пытках. На следующий день Заволжский районный суд Ярославля отправил их в СИЗО.
7 августа 2018 Евгения Макарова отправили в ШИЗО из-за отказа мыть унитаз, пока его снимают на видеокамеру. Он отказался это делать, чтобы соблюсти тюремные правила. Если бы он согласился, это означало бы потерю уважения со стороны остальных заключённых.
10 августа 2018 арестованные сотрудники ИК дали показания против бывшего начальника. Они заявили, что врио начальника ИК-1 Дмитрий Николаев 29 июня 2017 года поручил провести «воспитательную работу» с Макаровым, а скандальная видеозапись была сделана ими для отчёта.
11 августа 2018 Евгений Макаров получил государственную защиту.
11 марта 2019 года «Новая газета» получила ещё два видео издевательств в Ярославской колонии. Ролики издание опубликовало на своём сайте, объяснив это тем, что только обнародование видео «даёт железные гарантии возбуждения уголовных дел и арестов».

## Потерпевшие
- Руслан Вахапов, водитель, отец двух детей. В 2012 году на волне «антипедофильской кампании» был обвинён в развратных действиях в отношении несовершеннолетних (ч. 3 ст. 135 УК РФ) и приговорён к 7 годам строгого режима[37]. По версии обвинения, развратные действия Вахапова заключались в том, что он справил нужду на виду у девочек в деревне Кузнечиха Ярославской области 2011 году[38]. Сам Вахапов говорил, что он находился в кустах и ушёл, увидев девочек приближающихся к нему[38]. По данным правозащитного фонда «Общественный Вердикт» обвинение против Вахапова было построено на фальсифицированных доказательствах[38]. Сам Вахапов сообщал о вымогательстве со стороны следствия в обмен на условное наказание. После жалобы в УСБ в дело был добавлен ещё один эпизод о развратных действиях в п. Красные Ткачи. В 2012 году было возбуждено уголовное дело о фальсификации следователем доказательств по уголовному делу, однако потерпевшими по делу были признаны несовершеннолетние, а не Вахапов[39]. Уголовное дело было переквалифицировано на халатность, и прекращено из-за отказа прокуратуры поддерживать обвинение. В 2013 году, приговор Вахапову изменили, снизив срок до 5,5 лет заключения. В июне 2018 года Вахапов вышел на свободу[40].
- Иван Непомнящих, осуждённый по «Болотному делу», бывший инженер оборонного предприятия[41]. В 2015 году был признан виновным в участии массовых беспорядках (ч. 2 ст. 212 УК РФ) и приговорён к двум с половиной годам заключения[42]. По версии обвинения, Непомнящих совершил насилие в отношении представителей власти во время демонстрации 6 мая 2012 года, ударив полицейских по запястьям три раза левой рукой и один раз зонтом по голове[42]. Сам Непомнящих не признал свою вину[42]. В августе 2017 года Непомнящих вышел на свободу и в сентябре того же года покинул Россию[43].
- Евгений Макаров, житель Ярославля, находившийся в заключении с 17 летнего возраста[44]. Макаров был осуждён по статье об умышленном причинении тяжкого вреда здоровью (ч. 1 ст. 111 УК РФ) и по статье о вымогательстве (163 УК РФ)[45]. Ранее — в несовершеннолетнем возрасте — Макаров отбыл условный срок за кражу[46]. Во время пребывания в Ярославских колониях, Макаров сблизился с Русланом Вахаповым. По словам Вахапова, их дружба помогла развить в Макарове желание противостоять незаконным требованиям тюремной администрации[44]. В октябре 2018 года, Макаров вышел на свободу[47].

На пытки в Ярославской ИК-1 также поступали жалобы от Евгения Волкова и Реваза Мгояна. На видео, опубликованном Новой Газетой, Мгоян, стоящий в полуобнаженном виде, отказывается извиниться перед сотрудниками ФСИН, несмотря на их давление. По заявлению Мгояна о пытках следователь отказался возбудить уголовное дело. Несколько заключённых, которые подали жалобы об избиениях и пытках в ИК-1, позже отказались от них. По словам адвоката «Общественного Вердикта», Ирины Бирюковой, пострадавшие боялись за свою жизнь.

## Привлечение к ответственности
После того как «Новая газета» опубликовала видео пыток заключённого Евгения Макарова, переданное изданию «Общественным вердиктом», Следственный комитет возбудил дело о превышении полномочий с применением насилия (пункт «а» части 3 статьи 286 УК).
В настоящий момент известно о 15 бывших сотрудниках колонии, заключённых под стражу.
25 июля были заключены под стражу:
- Яблоков Максим, старший инспектор;
- Ефремов Сергей, замначальник оперативного отделения;
- Богданов Игорь, заместитель дежурного;
- Бровкин Алексей, младший инспектор;
- Драчёв Сергей, младший инспектор[50].

26 июля был заключён под стражу младший инспектор ИК-1 Дмитрий Соловьёв, а 28 числа того же месяца — младший инспектор второй категории группы надзора отдела безопасности Руслан Цветков. 2 августа были арестованы ещё четверо участников избиения Евгения Макарова — младший инспектор дежурной смены ИК-1 Андрей Зыбин, сотрудник отдела безопасности колонии Александр Морозов, младший инспектор группы надзора отдела безопасности Алексей Андреев и начальник 4-го отряда отдела по воспитательной работе ИК-1 Алексей Микитюк. 31 октября Кировский районный суд Ярославля арестовал до 20 декабря старшего оперуполномоченного оперативного отдела ИК-1 Сипана Мамояна.
Во время судебных заседаний адвокаты бывших сотрудников ИК-1 настаивали на домашнем аресте. Домашнему аресту был подвергнут только заместитель начальника ИК-1 Иван Калашников и впоследствии руководство колонии. 27 февраля 2021 года заместитель начальника ИК-1 Иван Калашников умер от онкологического заболевания.
После публикации видео с пытками аккаунты ярославских фсиновцев были обнаружены, а ссылки на них опубликованы в открытом доступе. Практически сразу после этого владельцы закрыли их, либо отключили возможность комментирования.
В настоящий момент арестованные фсиновцы дают показания на своё непосредственное начальство, перед которым им надо было отчитаться о проведённой «воспитательной работе».
В феврале 2019 года были задержаны и отправлены под домашний арест бывший начальник ИК-1 Дмитрий Николаев и его заместитель по безопасности и оперативной работе Игит Михайлов.
На свободе по-прежнему остаются:
- Борбот Дмитрий Владимирович, помощник начальника колонии;
- Трубетской Василий Владимирович, начальник 13-го отряда;
- Игнашов Кирилл Николаевич, начальник 5-го отряда;
- Юдин Василий Юрьевич, сотрудник отдела безопасности;
- Хозяин видеорегистратора Гусарин (имя не известно).

## Реакция международных организаций

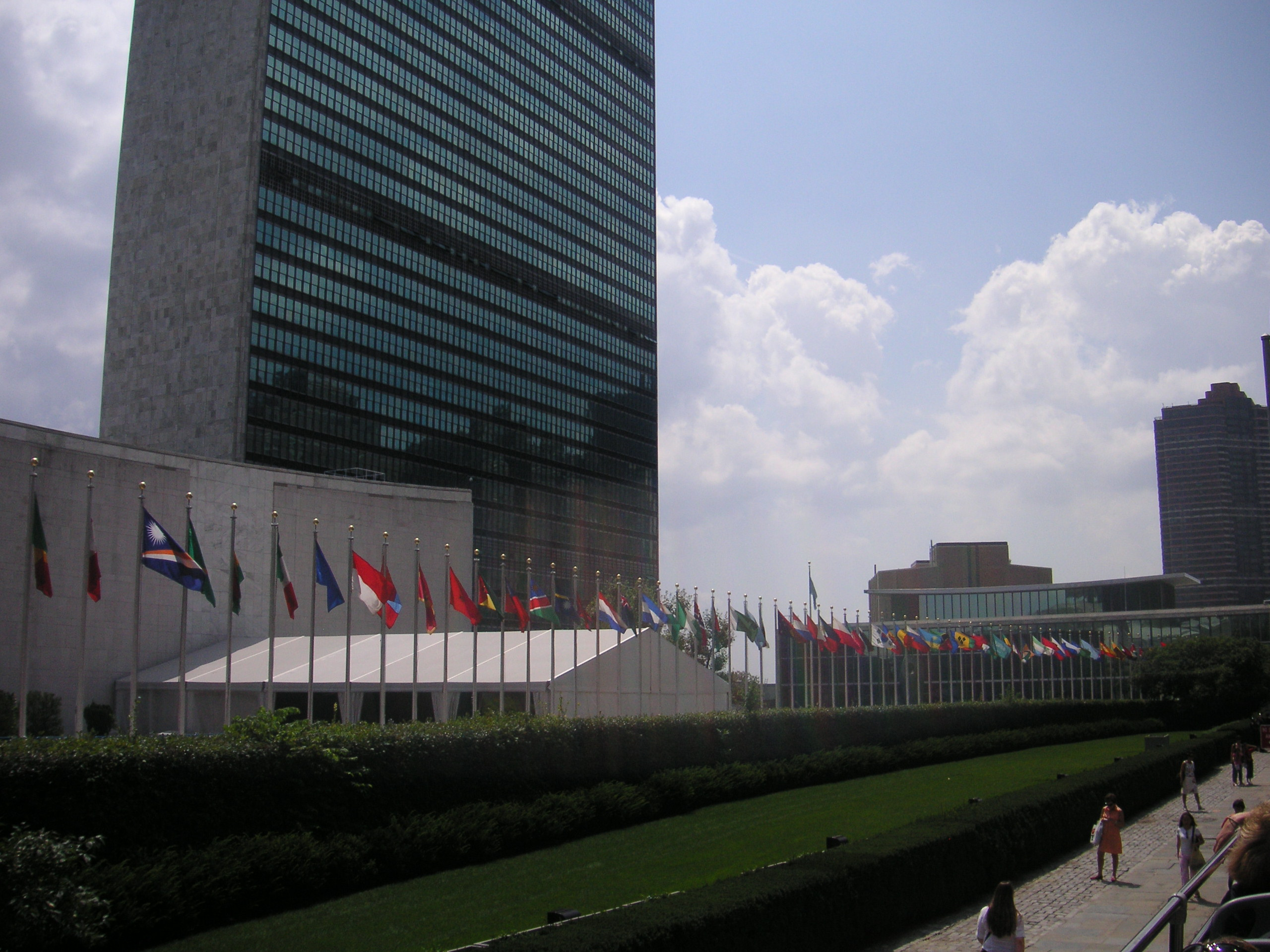
ООН осуждает пытки в российских колониях

Татьяна Локшина из неправительственной организации Human Rights Watch охарактеризовала «дело Макарова» как «страшное и из ряда вон выходящее — и потому, что при наличии видео властям отрицать факт пыток невозможно, и потому, что этому видео почти год не давали хода». При этом Локшина отметила, что дело о пытках в Ярославле не является уникальным: в течение 2018 года было зарегистрировано больше полусотни случаев пыток в России, при этом уголовные дела по таким делам предпочитают не заводить.
Комитет ООН против пыток в докладе, названном «Заключительные замечания по шестому периодическому докладу Российской Федерации», принял к сведению те меры, которые были применены к организаторам и исполнителям пыток. Однако «Комитет обеспокоен тем, что в данном случае видеонаблюдение оказалось неэффективным для предотвращения актов пыток, что видеозапись скрывалась должностными лицами около года и что расследование было проведено лишь после того, как эта видеозапись стала достоянием средств массовой информации и привлекла к себе внимание широкой общественности».
Мари Стразерс, директор Amnesty International по Восточной Европе и Центральной Азии, высказалась так:

Мы остаёмся крайне обеспокоенными вопросом безопасности Евгения Макарова и тысяч других, кто содержится в следственных изоляторах, колониях и полицейских участках, где обвинения в пытках и жестоком обращении многочисленны, а расследования — редки.
Оригинальный текст (англ.)We remain extremely concerned for the safety of Yevgeny Makarov and the thousands of others detained in Russian pre-trial detention centres, penal colonies and police stations where allegations of torture and other ill-treatment are rife and investigations are rare.

## Общественный резонанс
Публикация видеозаписи о пытках в ИК-1 УФСИН России по Ярославской области привела к большому общественному резонансу. На сайте Новой газеты статью под названием «10 минут в классе воспитательной работы» посмотрели более полумиллиона человек. Количество просмотров самого ролика с видеорегистратора сотрудника ФСИН, опубликованного Новой газетой, на ноябрь 2018 года составило более 2 миллионов 700 тысяч человек. Видео с пытками в ярославской колонии размещали у себя известные блогеры, в том числе Илья Варламов, Kamikadze d и другие.
Более 150 тысяч человек подписали петицию на Change.org с требованием провести честное расследование и наказать лиц, причастных к пыткам в ярославской колонии. В июле 2018 года возле ИК-1 был организован пикет против пыток. Местная администрация отказалась согласовать часть пикетов против пыток.
По результатам опроса, проведённого Левада-Центром в октябре 2018 года, о пытках в ярославской колонии «много слышали» 7 % опрошенных. Ещё 23 % респондентов сообщили о том, что слышали что-то об этих событиях.

## Продолжение пыток в Ярославской области
24 мая 2019 года во 2-й клинической больнице г. Ярославля в реанимации, не приходя в сознание, скончался Сидякин Алексей Викторович после жестоких пыток в СИЗО № 1 Ярославля. При этом УФСИН оказывала давление на медиков с целью сокрытия фактов пыток, требуя не упоминать в заключении следы насилия.. Также УФСИН по Ярославской области 26 мая выпустила заявление о том, что якобы пытки к погибшему не применялись. Данное заявление не может быть признано достоверным, поскольку было выпущено сразу через два дня после смерти потерпевшего, при этом эти дни были выходными. Этого срока явно недостаточно для проведения объективного расследования. Также данное заявление противоречит фактам. В нём утверждается, что следов насилия на теле не обнаружено, а в медицинском заключении же следы насилия зафиксированы.